# 滅絕營
滅絕營（德語：Vernichtungslager），是第二次世界大戰期間，納粹德國一項為進行工業規模人口屠殺而建的基礎建設。第二次世界大戰時，滅絕營建立來作為後階段的殲滅行動。在營內被殺的死者一般會被集體火化或埋在萬人塚。而在滅絕營被屠殺的主要是歐洲的猶太人。

## 定義
一般來說，滅絕營並不是監獄，或用來進行懲治犯罪行為的地方，這種機構也不是收容戰爭俘虜的集中營。滅絕營是用來進行工業式人口滅絕的基礎建設。

### 與集中營、勞動營或監獄的區別
滅絕營，指用來作種族滅絕的營地。滅絕營不同於集中營，如達豪集中營及貝爾森集中營，集中營仍然大多是用來監禁犯人的地方，如不同“國家的敵人”（納粹會把他們被認為不可取的人都標誌為國家敵人）奴工。在最初幾年的納粹大屠殺，猶太人主要被送往這些集中營，但從1942年起，他們則大多被遞解到滅絕營，被帶到滅絕營的人大多不會生存超過二十四小時。
雖然不論是在滅絕營或集中營，猶太人最後下場其實都只有死亡一途，故這二種營地在德國人自己來看是沒有分別的。但是，早在1942年9月，黨衛隊醫生目睹了整個毒氣毒殺過程，並在其日記中寫道：“他們不會無端稱奧斯威辛為滅絕營（das Lager der Vernichtung）！”阿道夫·艾希曼的一名代理人迪特·威斯里舍尼（Dieter Wisliceny），於紐倫堡審判受審時，被問及滅絕營的名稱；他的答覆提及奧斯威辛和馬伊達內克等。當被問到：「那你對毛特豪森、達豪和布痕瓦爾德集中營又如何分類？」他答覆：「於艾希曼部門的角度來看，它們是一般的集中營。」
滅絕營也不同於勞動營，勞動營被建立在所有被德國佔據的國家，去勞役不同的犯人勞工，包括戰俘。很多猶太人都在這些勞動營工作至死，但無論猶太人勞工多麼勤勞，於德國的戰爭有多大用處，他們最終都注定被滅絕。在多數納粹營（除了非蘇聯士兵戰俘營和某些勞動營），營內的死亡率之高都是基於執行死刑、飢餓、疾病、疲勞過度，和極端的暴虐行為，然而，只有滅絕營是“特別”專用來集體屠殺的。

## 營地

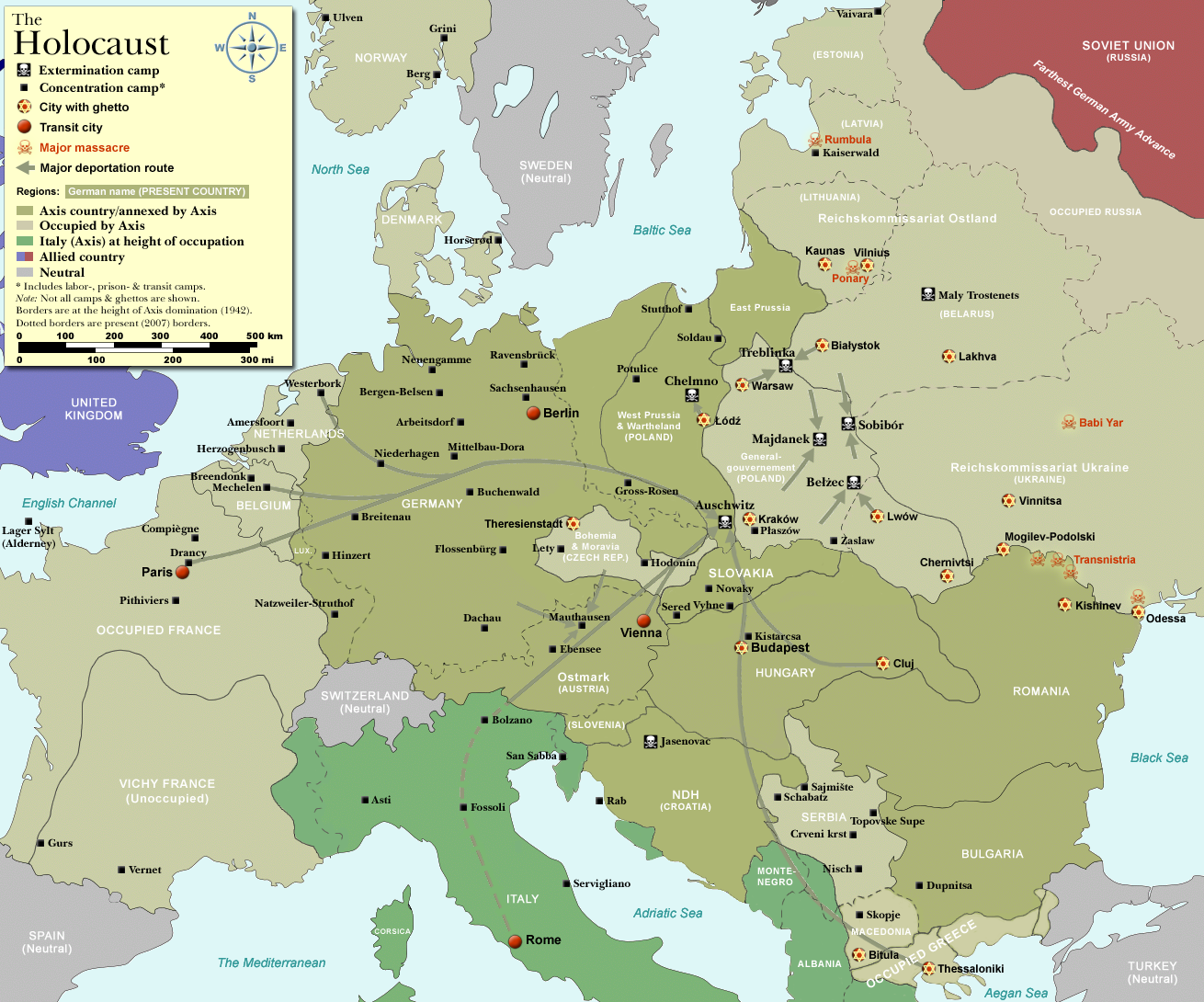
將人口由集中營遣送納粹佔領下波蘭及白俄境內的滅絕營的各條主要路線（各滅絕營以髑髏頭表示）

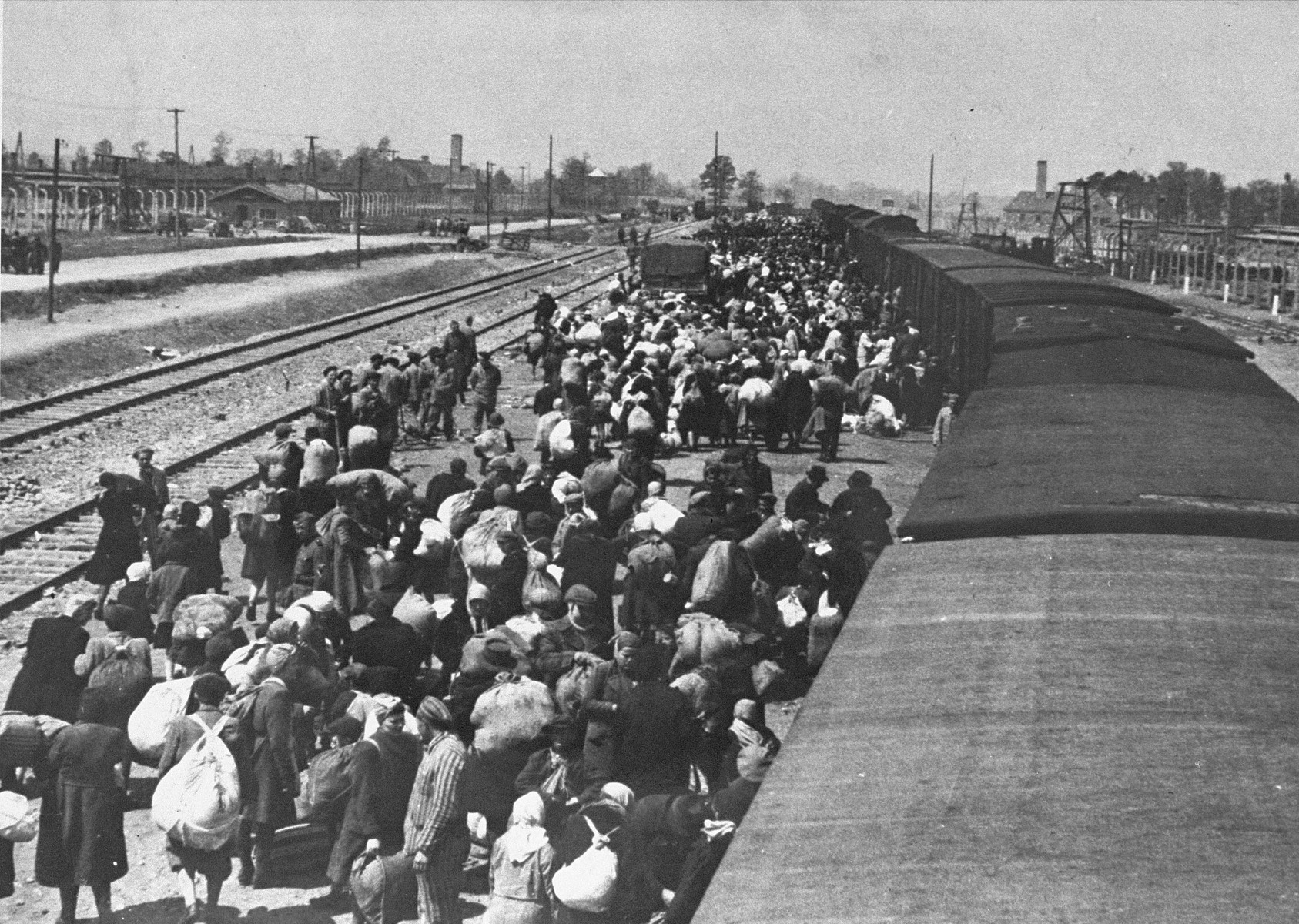
1944年5月喀爾巴阡山脈魯塞尼亞的猶太人到達奧斯威辛滅絕營。這批人並沒有在營區註冊，在抵達的數小時內便在毒氣室被毒殺。(奧斯威辛影像專輯)

最終解決方案被納粹黨用來形容集體殺害歐洲的猶太人。這個行動決定於1942年1月的萬塞會議，並在艾希曼的管理下執行。特雷布林卡、貝爾賽克和索比堡滅絕營都是在萊茵哈德行動時建立的，作為滅絕波蘭猶太人的假名。
以下是位於被納粹德國佔領下的波蘭境內的滅絕營：
- 奧斯威辛二號
- 切姆諾滅絕營
- 貝爾賽克滅絕營
- 馬伊達內克滅絕營
- 索比堡滅絕營
- 特雷布林卡滅絕營

奧斯威辛和切姆諾位於被納粹德國佔據的波蘭西面；其他四個位於波兰总督府地區。
以下是位於被納粹德國佔領下的白俄羅斯境內的滅絕營：
- 瑪麗·特羅斯特內茲滅絕營

奧斯威辛二號和馬伊達內克滅絕營都有勞動營，萊因哈德行動營和切姆諾滅絕營則是“純正”的滅絕營，換句話，它們是獨立建立來專門殺人的，目標主要是猶太人，被送至這裡的人在抵達營後的幾小時內便會被殺害。而沒有立刻被殺的則是用來兼作奴工，他們直接聯繫於滅絕程序，例如從毒氣室移走屍體。由於只需極少的房屋和支援設施，這些營的面積都很小，每邊只有幾百平方米。而被送至營的人只會被告知，這裡是一個中轉站，之後他們會被再遷往更遠的東方或工作營。

## 受害人數
現今估計死於猶太人大屠殺的猶太人約510萬人，其中小孩佔一至二百萬。猶太人大屠殺殺害了當時世界猶太人總人口的三分之一，歐洲猶太人的三分之二，波蘭猶太人的90%。
死於各滅絕營的人數估計如下：
- 奧斯威辛－比克瑙滅絕營：約110萬人[6]
- 特雷布林卡滅絕營：至少70萬人[7]
- 貝爾賽克滅絕營：約43萬4千5百人[8]
- 索比堡滅絕營：約16萬7千人[9]
- 切姆諾滅絕營：約15萬2千人[10]
- 馬伊達內克滅絕營：7萬8千人[11]
- 瑪麗·特羅斯特內茲滅絕營：至少6萬5千人[12]

以上總計超過250萬人，其中佔了超過80%是有猶太人。因此這些營佔了被德國納粹所殺的猶太人的一半，也佔了波蘭猶太人被殺者的大多數。

## 波蘭方面的回應
波蘭外交部和無數的波蘭組織以及1989年後的波蘭政府，對於將納粹佔領波蘭時在當地设立的滅絕營称为“波蘭死亡營”的说法，歸因於对历史的無知或惡意的行為，並一直反对使用。他们建议使用“（納粹）佔領下的波蘭（納粹）死亡營”的说法：波蘭於1939年的波蘭戰役敗於納粹德國，其政府並流亡到倫敦，也沒有任何波蘭傀儡國家與納粹德國在二次世界大戰勾結，至於決定把滅絕營建於波蘭也是德國單方的決定。而將營地建於被佔領的波蘭的原因很簡單：
- 東歐的整個鐵路系統因納粹的戰爭計劃下已經不堪重荷。納粹德軍不可能在東線戰場的後方採取用成千上萬的列車遠程運送猶太受害者這種大規模的軍事行動，因而只能「就地解決」。
- 滅絕營需要對德國公民極度保密。
- 與民間信念不同的是，波蘭戰前的反猶太主義沒有影響到德國的決定。任何協助藏匿猶太人的行為都會招致死刑。如果家中被發現有藏匿猶太人，所有的家庭成員均會被處以死刑。這即使在被納粹佔領的歐洲來說，也是最嚴厲的法例。儘管如此，在以色列猶太大屠殺紀念館頒授的「國際義人」（冒生命危險在大屠殺期間去拯救猶太人免遭屠殺的非猶太人）名單中，波蘭人是最多的。Szmalcowniks，戰前波蘭的公民，除了勒索猶太人和藏匿猶太人的人之外，還以其他方式協助納粹滅絕猶太人，被波蘭家鄉軍和其他波蘭抵抗組織視為通敵者，後來被處以死刑。

## 營地的運作

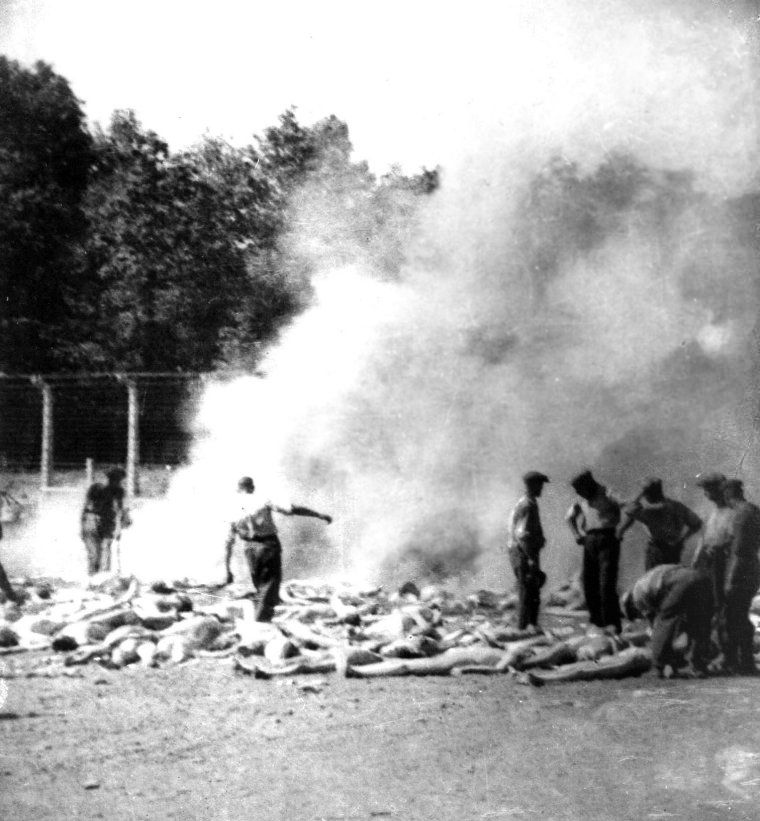
由於要處理的屍體過多，焚化爐不勝負荷，這些受害者的屍體被直接堆放在空地上燒毁。1944年8月

滅絕營裡雖然有很多人是死於集體槍殺、饑餓和酷刑，但是主要的屠殺方法是利用毒氣室來殺人。奧斯威辛營的指揮官鲁道夫·霍斯，於戰後曾寫道：很多立即執行小組的人在參與集體槍殺後，由於“無法再忍受涉步於血中”都變瘋了或自殺。而被殺者的屍體會被放於營內的火化爐火化（除了索比堡滅絕營，那裡會於營外的（火化用）柴堆火化），而其骨灰則會被埋起或撒開。在奧斯威辛－比克瑙，那裡的屍體由於太多，不能用埋葬或柴堆火化的方法，唯一處置辦法是將屍體放於由德國公司Topf und Söhne專門設計的爐窯火化，這些爐窯幾乎是日以繼夜沒有停頓地進行火化。

每個營的運作略有不同，但是都是設計來有效率地屠殺人。例如黨衛軍醫務上尉库尔特·格施泰因，告訴一位瑞典外交官他在戰爭時於營內所見的事情。他敘述他於1942年8月19日抵達貝爾賽克滅絕營（在那時，營地仍然用主要用一氧化碳作為毒氣室的毒氣），有人自豪地叫他看看塞滿45個車廂的6700名猶太人下車，其中許多人已經死了，但其餘的都是赤身裸體地步向毒氣室，他說：
Hackenholt下士用了很大的力量來使引擎轉動，但是引擎始終不動。接着Christian Wirth隊長走過來。我看得出他害怕，因為我出席了一場災難。是的，我看到這一切，我等待。我的秒錶顯示一切，50分鐘，70分鐘，柴油始終沒有開始。人們在毒氣室內等待。徒勞的。可以聽到他們的哭泣聲，“像在猶太教會，”Pfannenstiel教授說道，他的眼貼近木門的窗口。Wirth隊長憤怒地鞭打了烏克蘭助手Hackenholt，十二次，十三次。經過2小時39分鐘，秒錶記錄這一切，柴油開始了。直至此刻，被關在這四個稠密毒氣室的人還活着，4乘750人在4乘45立方米的室內。25分鐘又過去了。許多人已經死了，因為毒氣室內的電燈內點亮了幾分鐘，所以可以通過小窗口看到裡面的情況。又28分鐘後，只有少數人仍活着。最後，32分鐘又過了，所有人都死了……牙醫敲掉（死者的）黃金牙、齒橋和齒冠。在他們中間站着Wirth隊長。他如魚得水，並顯示給我看一大個裝滿牙齒的罐，他說：“你自己看看那些黃金的重量！這僅是從前天至昨天。你無法想像我們每天發現的，銀幣、鑽石、黃金，你將自己看到！”
據霍斯說，首次用齊克隆B（藍色的氰化物）來對付猶太人，儘管那些猶太人以為只是去除蝨子，但很多人都懷疑他們將被殺死。因此在後來的毒氣攻擊，要花氣力把“麻煩份子”分開，在不引人注目情況下槍斃。特別支隊的成員，一組營地的囚犯被指派協助滅絕過程，他們會陪同猶太人進入毒氣室，直到門關上為止。此外，一名黨衛軍的衛兵會站在門口，以保持“安定人心的作用”。為了避免令囚犯有多餘時間去思想其命運，會儘快要求他們脫下衣服，並由特別支隊幫助那些可能會拖慢進程的人。
特別隊會和即將死於毒氣的猶太人談及營地的生活，並試圖說服他們相信一切都沒有問題。許多猶太婦女當除去衣服後，會把其嬰兒藏在疊好的衣服下面，因為她們擔心消毒劑會傷害其嬰兒。霍斯寫道：“特別隊的男隊員特別查找這些”，並鼓勵婦女把其孩子一塊帶去（毒氣室）。特別隊的隊員也負責撫慰那些可能“因為害怕在如此怪異環境脫去衣服”而哭的小孩。
但這些措施無法欺騙所有人。霍斯講述幾個猶太人“他們要麼猜中或知道他們在等待什麼”，但他們仍“找到勇氣去與孩子說笑和鼓勵他們，雖然致命的恐怖場景就在他們眼前”，有的婦女會突然“在脫衣服時發出恐怖的尖叫，或拉扯自己的頭髮，或像瘋子般尖叫。”這些都會被特別隊的隊員立即帶離現場去槍斃。也有些人“在率領到毒氣室前會透露其同種族仍藏匿人的地址。”
當毒氣室的大門被鎖上，粉末狀的齊克隆B便會從室頂的特殊洞子撒下。而營地的指揮官每次都會透過窺視孔來查看毒氣殺人的情況，和監督準備功夫和善後工作。霍斯說，被毒氣殺死的屍體“沒有任何明顯的抽搐跡象”，奧斯威辛的醫生把這歸功於齊克隆B的“肺部癱瘓作用”，這確保了受害人在抽搐前死亡。
當毒氣攻擊進行完畢，特別隊的隊員便會移走屍體，取走其黃金牙齒並剃除毛髮，接著把他們送到火葬場或窖。在這情況下，屍體會被火化，特別隊的隊員負責添加燃料撥旺爐火，排出過剩的脂肪，並翻動“如山的燃燒屍體”，使爐火不斷燃燒，又或者利用該等屍體之脂肪等物質製造肥皂和其他日用品。霍斯發現特別支隊對滅絕任務具備的驚人態度和獻身精神：儘管他們“深知……他們也將會是相同的命運，他們仍設法履行其職責”，“在這種無疑的方式下，他們可能認為自己是滅蟲者”。按霍斯所言，其中許多特別隊隊員在他們工作時都會吃東西和抽菸，“儘管從事這可怕的焚燒屍體工作”。偶爾，他們會遇到近親的屍體，儘管他們“被明顯地影響了，……但從沒有導致任何事件發生”。霍斯舉例有一名男子，從毒氣室搬着屍體到火坑，發現屍體是其妻子，但他表現得“好像什麼事也沒有發生”。
一些納粹黨的高級領導人和黨衛軍被送往至奧斯威辛營去查看毒氣殺人的情況。霍斯寫道，雖然“他們對所看到的一切都感到印象深刻”，但有些“之前最大聲疾呼要執行這種滅絕的人，當他們親眼看到這‘猶太人問題的最後解決’後，他們都沉默了。”霍斯被反覆問及如何能忍受這種滅絕行為，他解釋：“鋼鐵般的決定使我們必須全面貫徹落實希特勒的命令”，但發現即使“很強硬的阿道夫·艾希曼也不希望和我交換位置。”

## 屍體的運用
特別分隊（党卫队特派司令部）非常勤於掠奪被殺害猶太人的屍體，他們會拿去其屍體上的衣物、首飾、眼鏡、頭髮、（補上的）金牙等任何能再用或循環再造的物件。但是，也有其他令人懷疑的故事。有些人更聲稱納粹以人皮來做燈罩，這是完全可能的，馬丁·鮑曼的兒子，又稱馬丁，在接受採訪時表示，當時他還是一個小孩，他曾看見一張用人骨做的椅子，和一本用人皮包着的書。紋身的皮膚有時會被拆去，然後保留。一個利用黑瓦洛部落的技術在布痕瓦爾德集中營做的頭蓋骨，後來更作為紐倫堡審判的證據。焚化後的屍體會成為骨灰磷酸鈣，或再加工後成為過磷酸鈣，用作肥料之用。

## 戰後

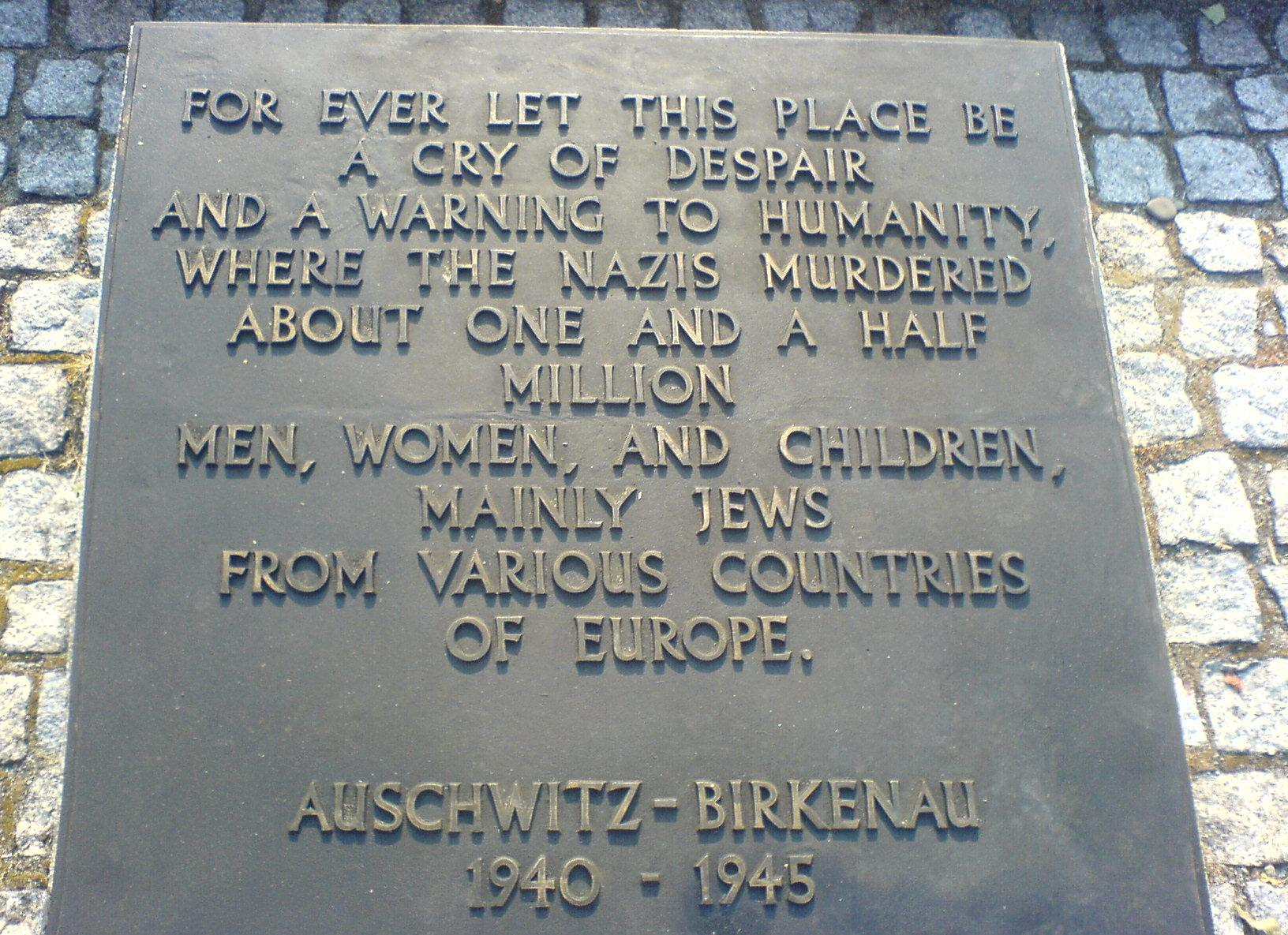
位於奧斯威辛比克瑙集中營的英文紀念碑

由於蘇聯軍隊於1944年進入波蘭，為了隱藏所做的事，納粹黨關閉了或拆除了這些營地。戰後的波蘭人民共和國由於政治壓抑，儘管知道滅絕營的存在，也進一步地拆除營地和任由其衰變。不同的古蹟建於這些前營地的位置，但他們通常不會提及大部分被殺的是猶太人。
1989年波兰政權在东欧剧变中变更後，營地位置變得更容易進入，被隨著證據的發掘，並成為該地旅遊業的主題中心，特別是最為人認識的奧斯威辛集中營。猶太組織和波蘭方面更有一系列關於這些場址的爭議。也有一些猶太團體強烈反對豎立基督教紀念物於這些營中。其中最顯著的案例就是「奧斯威辛十字」，一個設於奧斯威辛一號附近的十字，不過那裡大多數受害者都是波蘭人，而不是用於滅絕猶太人的奧斯威辛二號的附近。

### 猶太人大屠殺的否認
曾有一些團體和個人否認納粹德國利用滅絕營來殺害任何人，或對大屠殺進行方式或程度提出了質疑。例如，羅貝爾·福里松在1979年聲稱“希特勒的毒氣室”根本不存在，他認為這毒氣室的想法“實質上是擁護猶太復國主義的起源”。英國作家大衛·艾文就因否認猶太人大屠殺而被奧地利法院判囚三年（否認納粹大屠殺在奧地利是犯法的）。
學者和歷史學家指出，否認大屠殺等於否認了所有生還者、肇事者、物證、照片，以及納粹所保留記錄的所有證據。Nizkor Project的成果，還有黛博拉·利普斯塔特的工作，西蒙·維森塔爾和他的西蒙威森索中心，還有更多的大屠殺資源，所有關於大屠殺否認的追蹤和解釋。可靠史學家如希尔伯格（Raul Hilberg）發表的《歐洲猶太人的毀滅》（The Destruction of the European Jews），達維多維兹（Lucy Davidowicz）的《The War Against the Jews》，伊恩·克肖（Ian Kershaw），和其他許多評論“大屠殺否認”者，至少數見解偏激者。反猶政治動機更往往被認為是那些否認大屠殺者所為的。

## 歷史爭議
現在圍繞着集中營和大屠殺的歷史性辯論主要涉及當地居民共謀的問題。雖然許多猶太人被基督教鄰居救了，但也有忽視他們的處境並檢舉他們的人。此外，很明顯許多集中營受限於當地經濟的發展。舉例來說，商品都是從外地被運送到營地，而當地婦女需提供營區家務料理等。納粹軍官光顧當地小酒館時，交易使用的黃金都是從受害者那裡搜刮來的。當前的歷史研究指出，曾居住在營地附近的人說，那裡所發生的事情大部分都隱瞞着當地的市民。